# Porco
Porco est une localité et capitale de la troisième section municipale de la province d'Antonio Quijarro, dans le département de Potosí en Bolivie. Elle compte une population de 10 763 habitants lors du recensement de 2012.

## Histoire[1]
Porco se trouve dans un territoire qui, dans la période immédiatement antérieure à la conquête était contrôlé par la seigneurie des Qaraqara, un ensemble de groupes ethniques organisés sans aucune cohésion qui occupait une grande partie de ce qui est aujourd'hui le centre-sud de la Bolivie. De son côté, les Qaraqara constituaient la moitié de la plus ample confédération des Charkas. Les recherches historiques suggèrent que pendant cette période, Porco était le lieu où étaient localisées les mines d'argent, de même qu'un important centre rituel qui attirait des pèlerins de toutes les Andes sureños. Les morceaux de minerai anormalement grands, les mines, et les montagnes où celles-ci se trouvaient, avaient une importante signification spirituelle pour les groupes indigènes.
Les endroits incaïques de Porco se caractérisent par une architecture modeste. La faible densité et diversité des artefacts récupérés pendant les excavations, suggère qu'ils les utilisaient seulement pour soutenir les opérations d'extraction et de transformation, très probablement sur une base saisonnière. Parmi les travailleurs, il y eut probablement des travailleurs de la mit’a (hommes recrutés en forme rotative parmi les groupements humains conquis) et yanakunas (spécialistes liés au unités d'élite domestique), bien que n'étant pas mitmaqkuna (colons permanents).
Le contrôle espagnol des mines a commencé avec l'arrivée de Gonzalo Pizarro et Hernando Pizarro en 1538, dont les intérêts pour Porco étaient des plus lucratifs. Tant les registres historiques que l'archéologie indiquent que l'exploitation des dépôts d'argent était décentralisée et se réalisait à petite échelle. Chaque endroit construit par les Incas a été récupéré par des personnes liées au traitement des métaux et la technique utilisée pour le traitement et le raffinage des minerais était extrêmement variée. Pourtant, la production antérieure à la décennie de 1570 semble avoir été majoritairement aux mains de mineurs indigènes qui louaient des veines aux propriétaires espagnols. Ces personnes dépendaient fortement de la technique native, telle que les huayrachinas, ou fours à vent, pour fondre le minerai d'argent.
Alors que pendant le XVIe siècle de grandes quantités d'argent ont été prélevées, la productivité de Porco se voit éclipsée par le spectaculaire rendement de Potosí, après sa découverte en 1545. Malgré cela, les mines de Porco continuèrent à être exploitées à grande échelle, autant par des travailleurs de la mita que par des salariés, jusqu'au siècle suivant. Cependant, après l'introduction de l'amalgame au mercure pour obtenir le minerai dans les années 1570, le contrôle de la production fut entre les mains d'Européens, les seuls à avoir la capacité de lever les capitaux requis pour la construction de grands ateliers.

## Situation géographique
Porco est située dans la partie nord-est de la province d'Antonio Quijarro, qui se localise dans la région centrale du département de Potosí. La capitale de la commune, le peuplement de Porco (dont l'altitude est de 4 099 m), se trouve à 50 kilomètres de la ville de Potosí.

## Démographie
Population de la municipalité de Porco :
| Recensement 1992 | Recensement 2001 | Recensement 2012 |
| ---------------- | ---------------- | ---------------- |
| 5 737            | 5 959            | 10 763           |

Principaux poblados:
| Localité        |
| --------------- |
| Porco           |
| Eau de Castille |
| Condoriri       |
| Chichuyo        |
| Topala          |
| Chaquilla       |
| Carma           |
| Churcuita       |

## Transports
Porco est situé sur la route pavée Potosí-Uyuni en passant par la ville de Agua de Castilla, à environ 50 km de Potosi. Le tronçon Porco - Agua de Castilla de 4 km comporte une route pavée ouverte en 2014, pour laquelle le temps de trajet à la ville de Potosi a été réduite à moins de 1 heure.
Relevant de la compétence de la municipalité, sur la route de Uyuni, sur le Rio San Juan, se trouve l'un des plus longs ponts du département de Potosí.

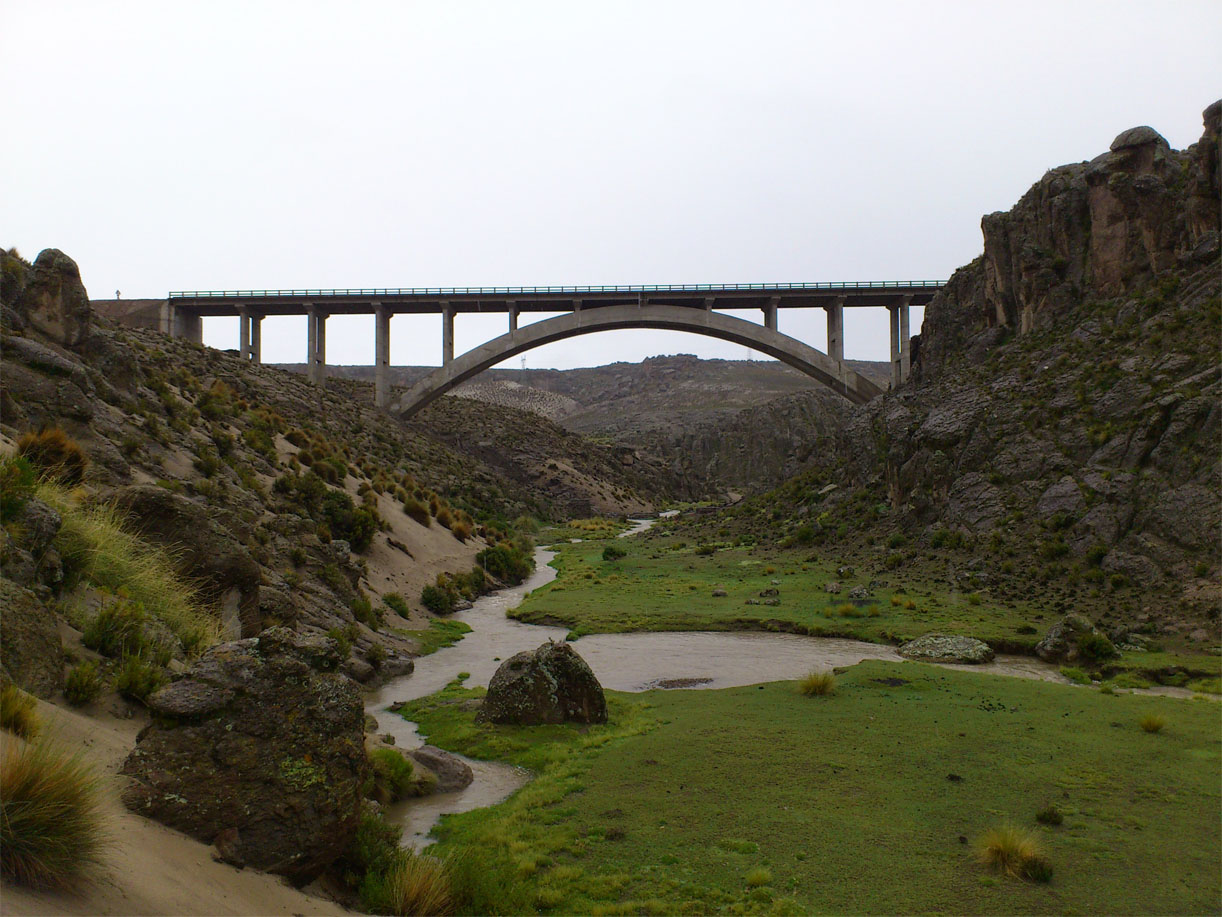
Pont sur le Rio San Juán, Potosí.

Dans la ville de Agua de Castilla, se trouve une station de chemin de fer où les minéraux sont expédiées à Uyuni puis vers les ports chiliens.

## Tourisme

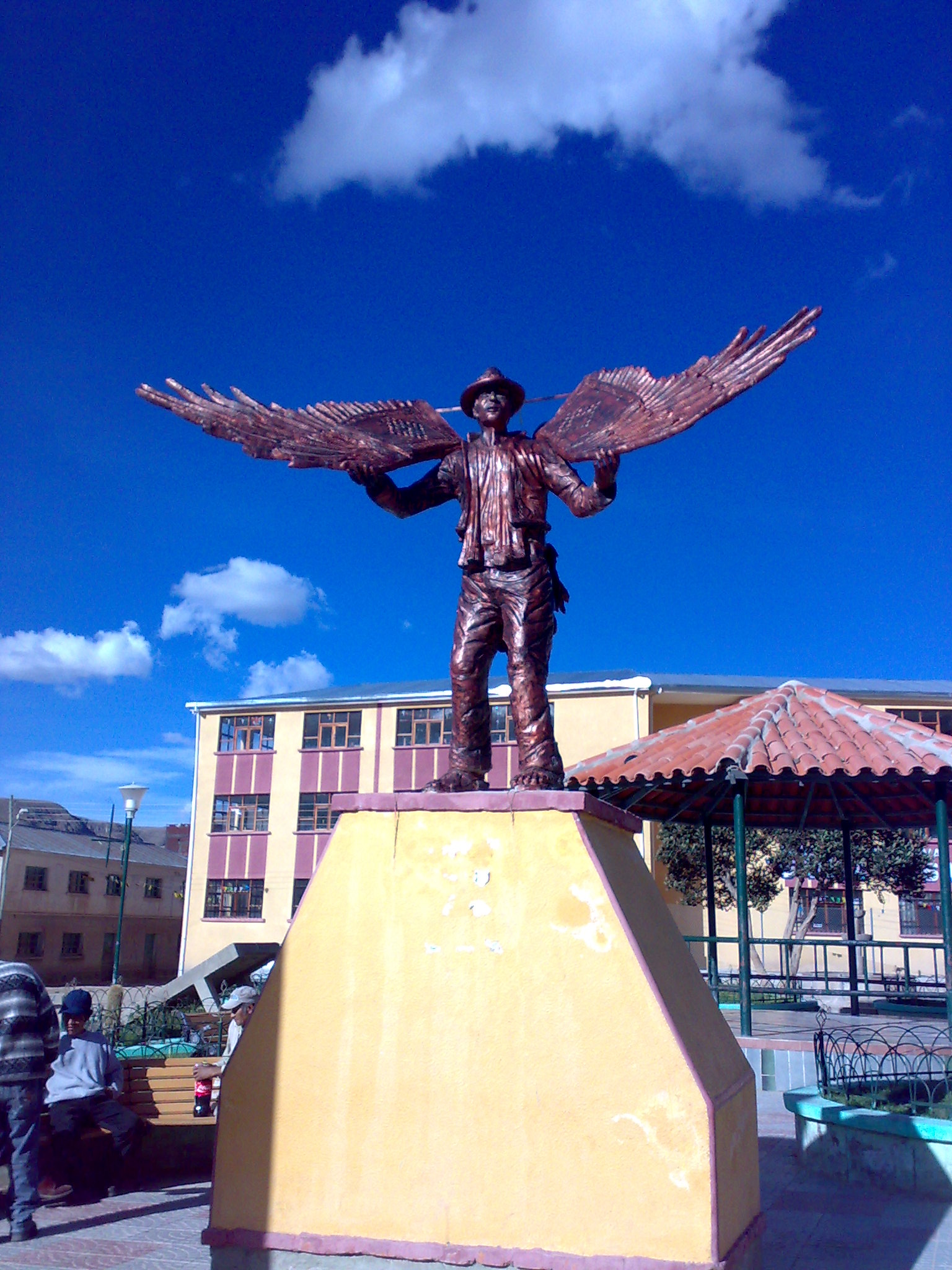
Place de Porco.

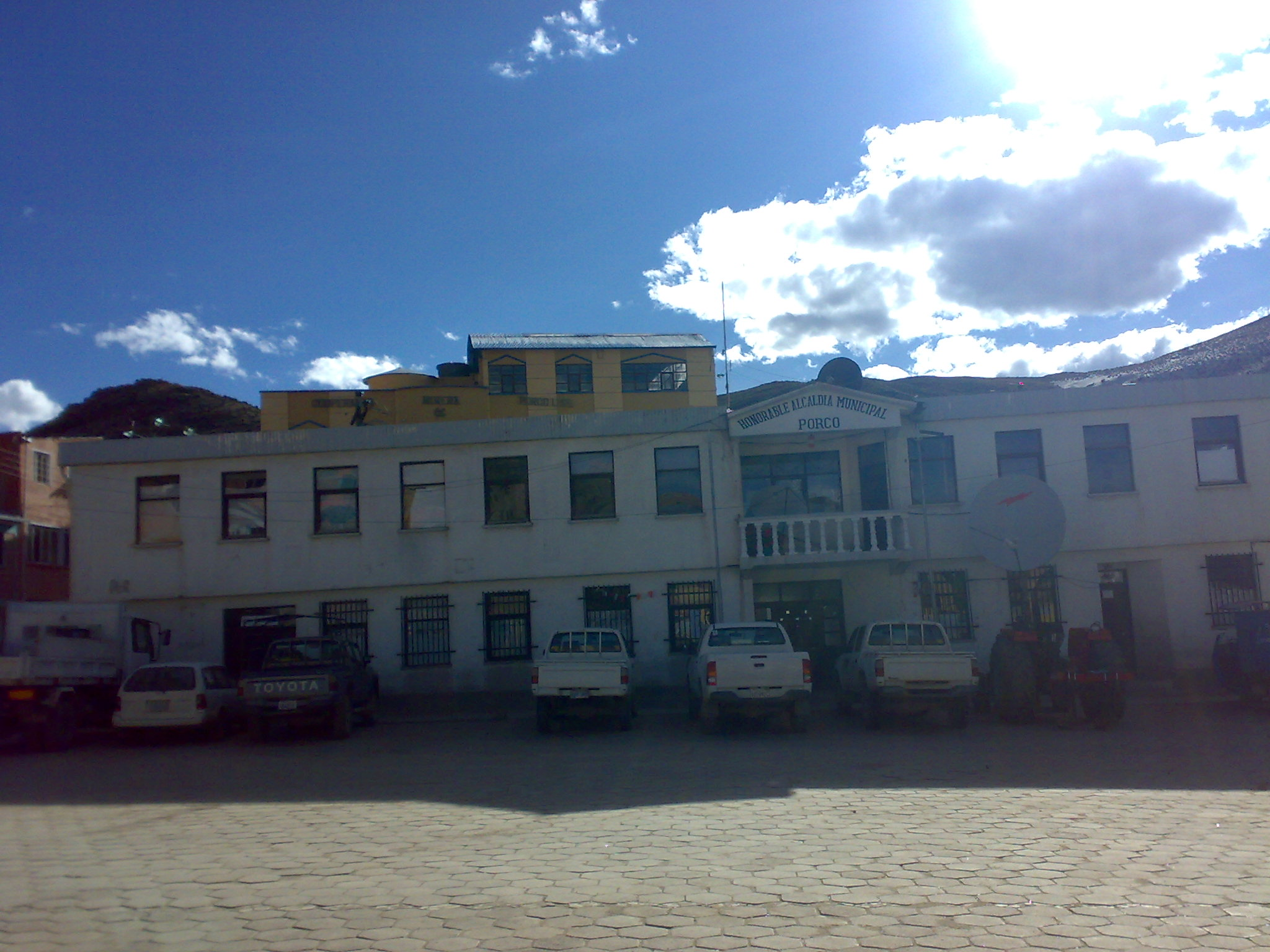
Mairie de Porco.

Place de Porco
Monument al poblador del lugar
Bâtiments publics
Honorable Gobierno Autónomo Municipal de Porco